# Maite Albarrán
María Teresa Albarrán Jiménez (Sevilla, Andalucía, España; 23 de diciembre de 1987), más conocida como Maite Albarrán, es una futbolista española. Jugó como defensora en el Sevilla FC, en el Sporting Huelva y en el RCD Espanyol de la Primera Iberdrola de España.

## Trayectoria
- Temporada (2008/2009), Equipo (Híspalis)
- Temporada (2009/2010), Equipo (Sevilla)
- Temporada (2010/2011), Equipo (Sevilla)
- Temporada (2011/2012), Equipo (Sporting Huelva)
- Temporada (2012/2013), Equipo (Sporting Huelva)
- Temporada (2013/2014), Equipo (Sporting Huelva)
- Temporada (2014/2015), Equipo (Sporting Huelva)
- Temporada (2015/2016), Equipo (Sporting Huelva)
- Temporada (2016/2017), Equipo (Sporting Huelva)
- Temporada (2017/2018), Equipo (Sevilla)
- Temporada (2018/2019), Equipo (Sevilla)
- Temporada (2019/2020), Equipo (Sevilla)
- Temporada (2020/2021), Equipo (Sevilla)
- Temporada (2021/2022), Equipo (RCD Espanyol)